# 佐野市

佐野市中心部周辺の空中写真。
2023年1月20日撮影の16枚を合成作成。。

佐野市（さのし）は、栃木県南西部（安足）に位置する市。
人口は約11万人で、那須塩原市に次ぎ県内第6位。近年は佐野ラーメンとアウトレットモールで有名である。

## 地理
関東平野の北部に位置する。市の中部には足尾山系の山々が広がる。
- 山岳：根本山、熊鷹山、氷室山、尾出山、大鳥屋山、不動岳、赤雪山、諏訪岳、大小山、三毳山、唐沢山、奈良部山
- 河川：渡良瀬川、秋山川、菊沢川、桐生川、才川、旗川、彦間川、出流川、三杉川

### 隣接する自治体
- 栃木県
  - 足利市
  - 栃木市
  - 鹿沼市
- 群馬県
  - 桐生市
  - 館林市
  - みどり市
  - 邑楽郡板倉町

### 気候
佐野アメダス(佐野市田沼町)と葛生アメダス(佐野市豊代町)が設置されており、前者では降水量・気温・風向風速・日照時間の4種目が、後者では降水量のみが観測されている。熊谷、前橋、桐生、伊勢崎、館林の各市などとともに全国の中でも暑さが厳しい場所の1つである。渡良瀬川を挟み隣接する館林市の館林アメダスとの比較では、真夏日と猛暑日の日数はそれぞれ約9日少ない。2018年7月23日に観測された最高気温記録39.2℃は、栃木県初の39℃超えである。なお同日には、熊谷市で日本記録となる41.1℃を観測するなど記録的猛暑となっていた。2020年8月11日にはそれを更新する39.8℃を観測、約4年後の2024年7月29日には国内観測史上3位タイとなる41.0℃を記録した。　　
| 佐野（1991年 - 2020年）の気候                                 | 佐野（1991年 - 2020年）の気候 | 佐野（1991年 - 2020年）の気候 | 佐野（1991年 - 2020年）の気候 | 佐野（1991年 - 2020年）の気候 | 佐野（1991年 - 2020年）の気候 | 佐野（1991年 - 2020年）の気候 | 佐野（1991年 - 2020年）の気候 | 佐野（1991年 - 2020年）の気候 | 佐野（1991年 - 2020年）の気候 | 佐野（1991年 - 2020年）の気候 | 佐野（1991年 - 2020年）の気候 | 佐野（1991年 - 2020年）の気候 | 佐野（1991年 - 2020年）の気候 |
| 月                                                            | 1月                           | 2月                           | 3月                           | 4月                           | 5月                           | 6月                           | 7月                           | 8月                           | 9月                           | 10月                          | 11月                          | 12月                          | 年                            |
| ------------------------------------------------------------- | ----------------------------- | ----------------------------- | ----------------------------- | ----------------------------- | ----------------------------- | ----------------------------- | ----------------------------- | ----------------------------- | ----------------------------- | ----------------------------- | ----------------------------- | ----------------------------- | ----------------------------- |
| 最高気温記録 °C （°F）                                        | 20.0 (68)                     | 23.3 (73.9)                   | 27.5 (81.5)                   | 31.2 (88.2)                   | 35.7 (96.3)                   | 39.8 (103.6)                  | 41.0 (105.8)                  | 39.8 (103.6)                  | 37.1 (98.8)                   | 34.3 (93.7)                   | 26.2 (79.2)                   | 25.2 (77.4)                   | 41.0 (105.8)                  |
| 平均最高気温 °C （°F）                                        | 9.4 (48.9)                    | 10.3 (50.5)                   | 13.7 (56.7)                   | 19.3 (66.7)                   | 24.0 (75.2)                   | 26.6 (79.9)                   | 30.1 (86.2)                   | 31.5 (88.7)                   | 27.5 (81.5)                   | 21.9 (71.4)                   | 16.5 (61.7)                   | 11.6 (52.9)                   | 20.2 (68.4)                   |
| 日平均気温 °C （°F）                                          | 3.2 (37.8)                    | 4.0 (39.2)                    | 7.6 (45.7)                    | 12.9 (55.2)                   | 17.9 (64.2)                   | 21.6 (70.9)                   | 25.2 (77.4)                   | 26.3 (79.3)                   | 22.5 (72.5)                   | 16.7 (62.1)                   | 10.5 (50.9)                   | 5.3 (41.5)                    | 14.5 (58.1)                   |
| 平均最低気温 °C （°F）                                        | −2.5 (27.5)                   | −1.8 (28.8)                   | 1.6 (34.9)                    | 6.8 (44.2)                    | 12.3 (54.1)                   | 17.4 (63.3)                   | 21.4 (70.5)                   | 22.3 (72.1)                   | 18.6 (65.5)                   | 12.3 (54.1)                   | 5.2 (41.4)                    | −0.2 (31.6)                   | 9.5 (49.1)                    |
| 最低気温記録 °C （°F）                                        | −10.2 (13.6)                  | −10.2 (13.6)                  | −6.6 (20.1)                   | −4.1 (24.6)                   | 1.0 (33.8)                    | 7.9 (46.2)                    | 14.2 (57.6)                   | 12.8 (55)                     | 7.5 (45.5)                    | 1.1 (34)                      | −3.1 (26.4)                   | −7.0 (19.4)                   | −10.2 (13.6)                  |
| 降水量 mm （inch）                                            | 35.1 (1.382)                  | 33.4 (1.315)                  | 69.4 (2.732)                  | 90.5 (3.563)                  | 114.8 (4.52)                  | 145.2 (5.717)                 | 185.0 (7.283)                 | 162.2 (6.386)                 | 176.5 (6.949)                 | 160.6 (6.323)                 | 57.8 (2.276)                  | 31.0 (1.22)                   | 1,258 (49.528)                |
| 平均降水日数 （≥1.0 mm）                                      | 3.7                           | 4.7                           | 8.5                           | 9.4                           | 10.7                          | 13.3                          | 13.9                          | 11.3                          | 11.8                          | 10.0                          | 6.3                           | 3.9                           | 107.2                         |
| 平均月間日照時間                                              | 217.7                         | 200.7                         | 205.0                         | 196.0                         | 181.6                         | 129.4                         | 135.6                         | 166.6                         | 135.0                         | 147.0                         | 172.1                         | 199.4                         | 2,084                         |
| 出典1：理科年表                                               |                               |                               |                               |                               |                               |                               |                               |                               |                               |                               |                               |                               |                               |
| 出典2：気象庁（平均値：1991年 - 2020年、極値：1978年 - 現在） |                               |                               |                               |                               |                               |                               |                               |                               |                               |                               |                               |                               |                               |

| 葛生（1991年 - 2020年）の気候                                 | 葛生（1991年 - 2020年）の気候 | 葛生（1991年 - 2020年）の気候 | 葛生（1991年 - 2020年）の気候 | 葛生（1991年 - 2020年）の気候 | 葛生（1991年 - 2020年）の気候 | 葛生（1991年 - 2020年）の気候 | 葛生（1991年 - 2020年）の気候 | 葛生（1991年 - 2020年）の気候 | 葛生（1991年 - 2020年）の気候 | 葛生（1991年 - 2020年）の気候 | 葛生（1991年 - 2020年）の気候 | 葛生（1991年 - 2020年）の気候 | 葛生（1991年 - 2020年）の気候 |
| 月                                                            | 1月                           | 2月                           | 3月                           | 4月                           | 5月                           | 6月                           | 7月                           | 8月                           | 9月                           | 10月                          | 11月                          | 12月                          | 年                            |
| ------------------------------------------------------------- | ----------------------------- | ----------------------------- | ----------------------------- | ----------------------------- | ----------------------------- | ----------------------------- | ----------------------------- | ----------------------------- | ----------------------------- | ----------------------------- | ----------------------------- | ----------------------------- | ----------------------------- |
| 降水量 mm （inch）                                            | 38.3 (1.508)                  | 36.3 (1.429)                  | 77.5 (3.051)                  | 107.8 (4.244)                 | 137.8 (5.425)                 | 171.4 (6.748)                 | 219.4 (8.638)                 | 199.3 (7.846)                 | 197.3 (7.768)                 | 170.5 (6.713)                 | 64.7 (2.547)                  | 33.3 (1.311)                  | 1,448.3 (57.02)               |
| 平均降水日数 （≥1.0 mm）                                      | 3.9                           | 5.0                           | 8.9                           | 10.0                          | 11.3                          | 14.3                          | 15.1                          | 13.1                          | 12.8                          | 10.5                          | 6.4                           | 4.2                           | 115.7                         |
| 出典1：理科年表                                               |                               |                               |                               |                               |                               |                               |                               |                               |                               |                               |                               |                               |                               |
| 出典2：気象庁（平均値：1991年 - 2020年、極値：1976年 - 現在） |                               |                               |                               |                               |                               |                               |                               |                               |                               |                               |                               |                               |                               |

## 歴史
- 1943年4月1日 - 安蘇郡佐野町・植野村・界村・犬伏町・堀米町・旗川村が合併し、佐野市となる。
- 1945年　戦車第1師団師団司令部移動配備。第12方面軍第36軍に編入。
- 1947年（昭和22年）9月5日 - 昭和天皇の戦後巡幸。（旧制）県立佐野中学校皇帝に市民奉迎場が設営され、市長の発声により万歳の奉迎を行う[7][8]。
- 1955年
  - 1月1日 - 足利郡吾妻村を編入合併。
  - 4月1日 - 安蘇郡赤見町を編入合併。
- 1969年 - 滋賀県彦根市と親善都市関係を樹立。
- 2005年2月28日 - （旧）佐野市・安蘇郡田沼町・葛生町が新設合併し新たに佐野市となる。これにより、安蘇郡が消滅。

## 人口
| |                                        |  |
| 佐野市と全国の年齢別人口分布（2005年） | 佐野市の年齢・男女別人口分布（2005年） |  |
| ■紫色 ― 佐野市 ■緑色 ― 日本全国 | ■青色 ― 男性 ■赤色 ― 女性              |  |
| 佐野市（に相当する地域）の人口の推移 \| 1970年（昭和45年） \| 118,083人 \| \| \| 1975年（昭和50年） \| 122,296人 \| \| \| 1980年（昭和55年） \| 124,331人 \| \| \| 1985年（昭和60年） \| 126,287人 \| \| \| 1990年（平成2年） \| 128,276人 \| \| \| 1995年（平成7年） \| 128,099人 \| \| \| 2000年（平成12年） \| 125,671人 \| \| \| 2005年（平成17年） \| 123,926人 \| \| \| 2010年（平成22年） \| 121,249人 \| \| \| 2015年（平成27年） \| 118,919人 \| \| \| 2020年（令和2年） \| 116,228人 \| \| |                                        |  |
| 総務省統計局 国勢調査より |                                        |  |
| 1970年（昭和45年） | 118,083人                              |  |
| 1975年（昭和50年） | 122,296人                              |  |
| 1980年（昭和55年） | 124,331人                              |  |
| 1985年（昭和60年） | 126,287人                              |  |
| 1990年（平成2年） | 128,276人                              |  |
| 1995年（平成7年） | 128,099人                              |  |
| 2000年（平成12年） | 125,671人                              |  |
| 2005年（平成17年） | 123,926人                              |  |
| 2010年（平成22年） | 121,249人                              |  |
| 2015年（平成27年） | 118,919人                              |  |
| 2020年（令和2年） | 116,228人                              |  |

## 行政

### 市長
- （旧）佐野市長

| 代 | 氏名       | 就任                       | 退任                       | 備考       |
| -- | ---------- | -------------------------- | -------------------------- | ---------- |
| 1  | 小泉善一郎 | 1943年（昭和18年）6月29日  | 1946年（昭和21年）11月25日 |            |
| 2  | 伊藤弘憲   | 1947年（昭和22年）4月6日   | 1955年（昭和30年）4月30日  |            |
| 3  | 小泉善一郎 | 1955年（昭和30年）5月1日   | 1959年（昭和34年）4月30日  |            |
| 4  | 鈴木達三   | 1959年（昭和34年）5月1日   | 1975年（昭和50年）4月30日  |            |
| 5  | 早川吉三   | 1975年（昭和50年）5月1日   | 1979年（昭和54年）4月30日  |            |
| 6  | 鈴木達三   | 1979年（昭和54年）5月1日   | 1983年（昭和58年）4月30日  |            |
| 7  | 早川吉三   | 1983年（昭和58年）5月1日   | 1991年（平成3年）4月30日   |            |
| 8  | 毛塚吉太郎 | 1991年（平成3年）5月1日    | 2001年（平成13年）8月30日  | 在任中死去 |
| 9  | 飯塚昭吉   | 2001年（平成13年）10月22日 | 2005年（平成17年）2月27日  |            |

- 佐野市長

| 代       | 氏名     | 就任                      | 退任                      | 備考         |
| -------- | -------- | ------------------------- | ------------------------- | ------------ |
| 職務代理 | 立川裕康 | 2005年（平成17年）2月28日 | 2005年（平成17年）4月17日 | 旧・葛生町長 |
| 1        | 岡部正英 | 2005年（平成17年）4月17日 | 2021年（令和3年）4月16日  |              |
| 2        | 金子裕   | 2021年（令和3年）4月17日  |                           |              |

- （旧）佐野市長の出典:『日本の歴代市長 第一巻』, p. 594-597、『栃木県歴史人物事典』, p. 664
- 出典に記載がない部分を下野新聞と『全国市町村要覧』を参考にして追加

### 市役所
- 本庁舎（高砂町）
- 田沼行政センター（田沼町974番地3） - 旧・田沼町の区域を所管[11]。
- 葛生行政センター（葛生東1丁目11番8号） - 旧・葛生町の区域を所管[11]。
- 赤見支所（赤見町3082番地） - 赤見町、石塚町、出流原町、寺久保町を所管[11]。
- 野上支所（白岩町486番地1） - 御神楽町、長谷場町、白岩町、作原町を所管[11]。
- 新合支所（閑馬町361番地1） - 山形町、閑馬町、梅園町、下彦間町を所管[11]。
- 飛駒支所（飛駒町1576番地2） - 飛駒町を所管[11]。

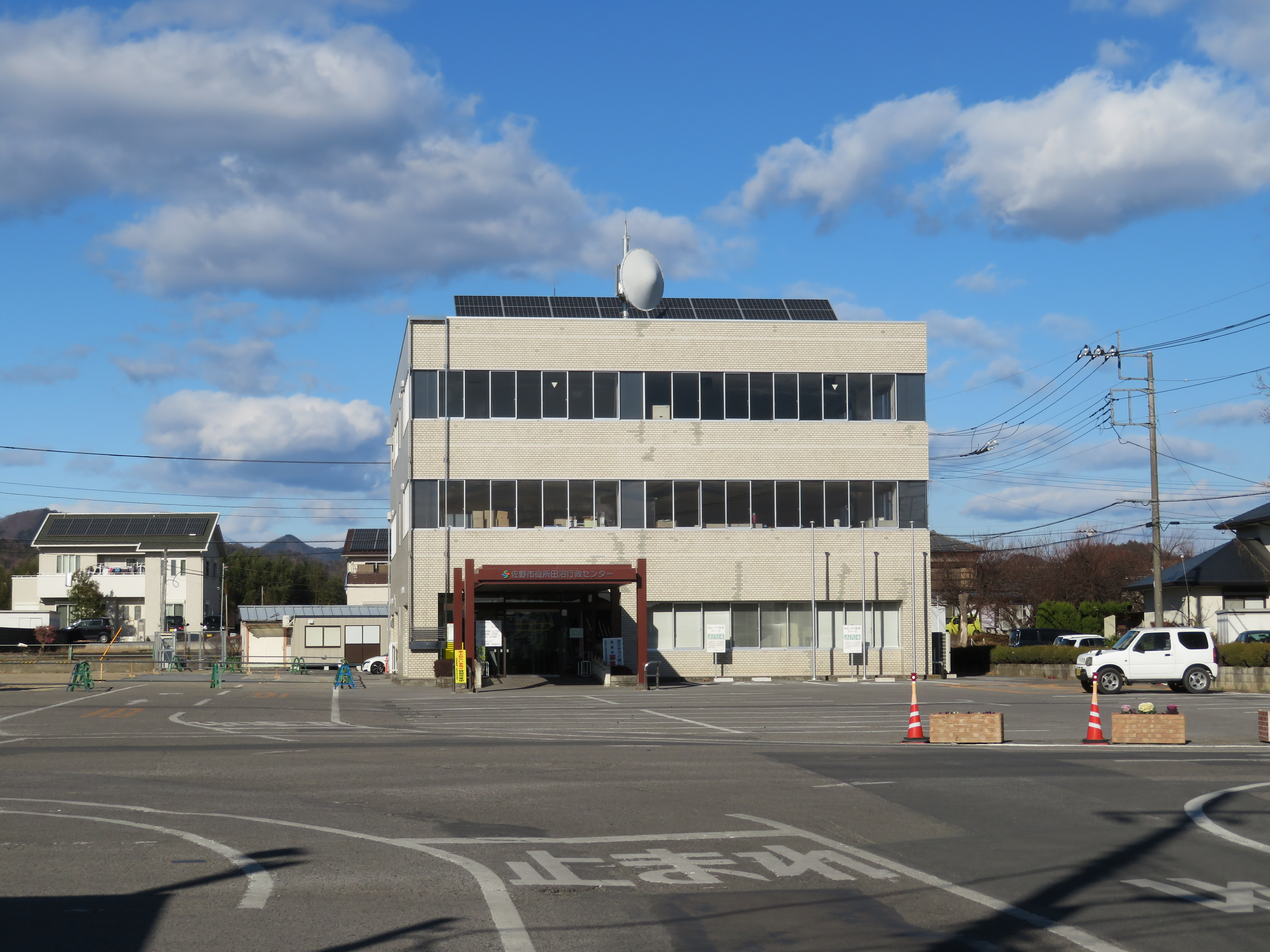
田沼行政センター(旧田沼町役場新館)
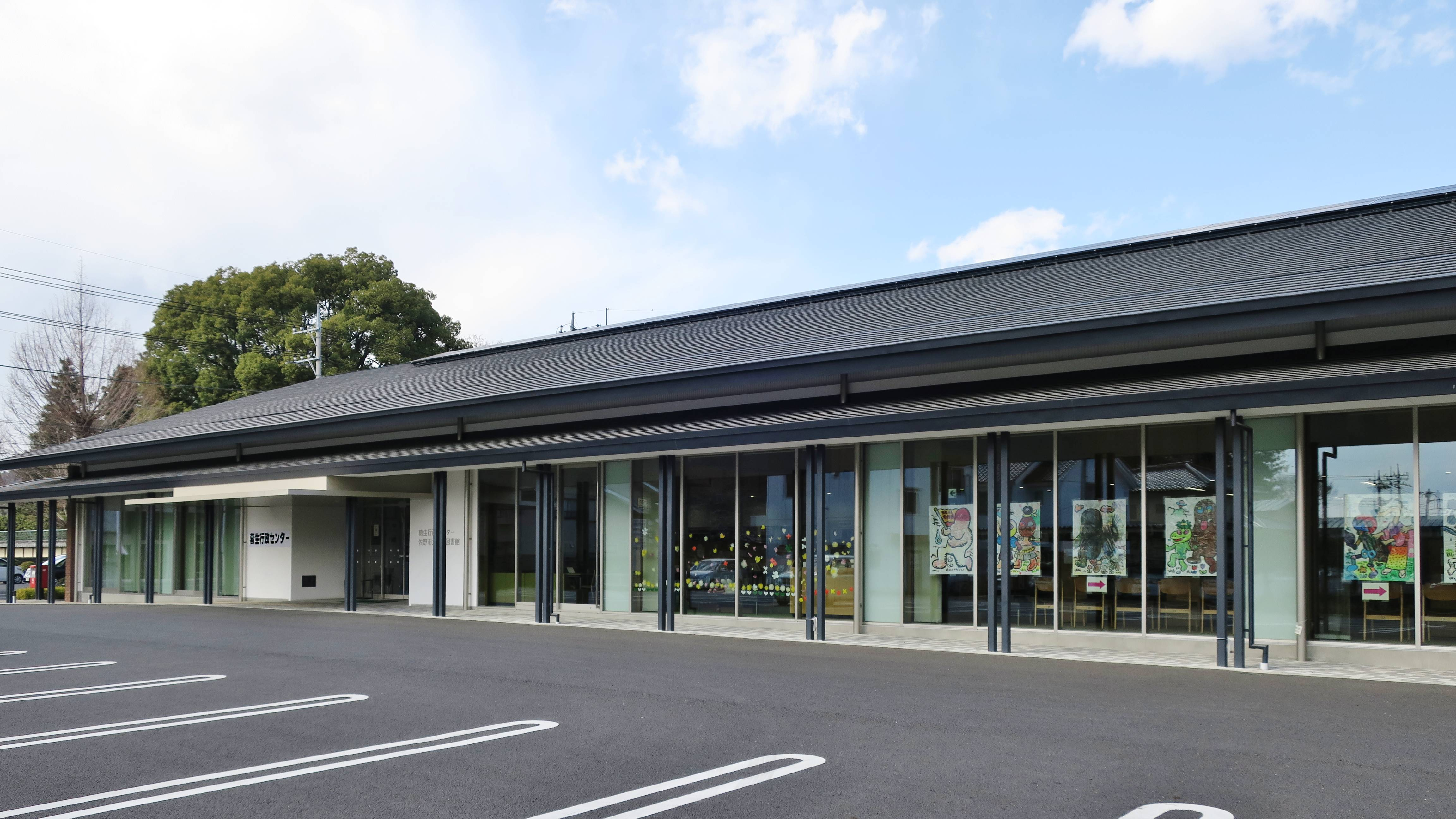
葛生行政センター（旧葛生町役場を解体後建替）

### 警察署
- 佐野警察署（浅沼町）

### 消防署
- 佐野市消防本部（富岡町）
  - 佐野市東消防署（富岡町）
  - 佐野市西消防署（石塚町）
  - 佐野市西消防署北分署（多田町）

## 議会

### 栃木県議会
- 選挙区：佐野市選挙区
- 定数：3人
- 任期：2023年4月30日 - 2027年4月29日
- 投票日：2023年4月9日
- 当日有権者数：95,883人
- 投票率：37.80％

| 候補者名 | 当落 | 年齢 | 党派名     | 新旧別 | 得票数   | 備考                 |
| -------- | ---- | ---- | ---------- | ------ | -------- | -------------------- |
| 横田誠   | 当   | 46   | 無所属     | 新     | 11,849票 |                      |
| 早川桂子 | 当   | 67   | 自由民主党 | 現     | 8,746票  |                      |
| 岡部光子 | 当   | 59   | 自由民主党 | 現     | 8,205票  | 岡部正英元市長の長女 |
| 井川克彦 | 落   | 66   | 無所属     | 新     | 6,879票  |                      |

### 衆議院
- 任期 ： 2024年（令和6年）10月27日 - 2028年（令和10年）10月26日（「第50回衆議院議員総選挙」参照）

| 選挙区                                | 議員名   | 党派名     | 当選回数 | 備考   |
| ------------------------------------- | -------- | ---------- | -------- | ------ |
| 栃木県第5区（佐野市、足利市、栃木市） | 茂木敏充 | 自由民主党 | 11       | 選挙区 |

## 産業
本社を置く主な企業
- 日本模型（久保町）

金融
- 佐野信用金庫（本町）

工場
- ハウス食品関東工場（栄町）
- あわしま堂栃木佐野工場（岩崎町）
- 新明和工業佐野工場（栄町）

## 医療機関
- 佐野市民病院（田沼町）
- 佐野厚生総合病院（堀米町）

## 地域

### 町名一覧

#### 佐野地区
- 1943年（昭和18年）4月1日の佐野市成立以前の旧佐野町。
  - 相生町
  - 朝日町
  - 伊賀町
  - 大蔵町
  - 大橋町
  - 金井上町
  - 金吹町
  - 金屋下町
  - 金屋仲町
  - 亀井町
  - 久保町
  - 大祝町
  - 大町
  - 高砂町
  - 天神町
  - 天明町
  - 本町
  - 大和町
  - 万町
  - 若松町

#### 犬伏地区
- 1943年（昭和18年）4月1日の佐野市成立以前の犬伏町。
  - 浅沼町
  - 鐙塚町
  - 伊勢山町
  - 犬伏上町
  - 犬伏下町
  - 犬伏新町
  - 犬伏中町
  - 大栗町
  - 黒袴町
  - 栄町
  - 関川町
  - 富岡町
  - 西浦町
  - 韮川町
  - 富士町
  - 町谷町
  - 米山南町

#### 堀米地区
- 1943年（昭和18年）4月1日の佐野市成立以前の堀米町。
  - 田之入町
  - 奈良渕町
  - 堀米町

#### 植野地区
- 1943年（昭和18年）4月1日の佐野市成立以前の植野村。
  - 赤坂町
  - 飯田町
  - 伊保内町
  - 植上町
  - 植下町
  - 植野町
  - 大古屋町
  - 庚申塚町
  - 上台町
  - 君田町
  - 七軒町
  - 寺中町
  - 田島町
  - 船津川町
  - 若宮上町
  - 若宮下町

#### 界地区
- 1943年（昭和18年）4月1日の佐野市成立以前の界村。
  - 北茂呂町
  - 越名町
  - 高萩町
  - 高山町
  - 馬門町
  - 茂呂山町

#### 旗川地区
- 1943年（昭和18年）4月1日の佐野市成立以前の旗川村。
  - 小中町
  - 並木町
  - 免鳥町

#### 吾妻地区
- 1955年（昭和30年）1月1日の編入まで足利郡吾妻村。
  - 上羽田町
  - 下羽田町
  - 高橋町
  - 村上町

#### 赤見地区
- 1948年（昭和23年）4月1日の町制施行まで安蘇郡赤見村、1955年（昭和30年）3月31日の合併まで赤見町。
  - 赤見町
  - 石塚町
  - 出流原町
  - 寺久保町

#### 田沼地区
- 2005年（平成17年）2月28日の合併まで安蘇郡田沼町。
  - 小見町
  - 新吉水町
  - 多田町
  - 田沼町
  - 栃本町
  - 戸奈良町
  - 山越町
  - 吉水駅前1-3丁目
  - 吉水町

#### 三好地区
- 1954年（昭和29年）3月31日の合併まで安蘇郡三好村、2005年（平成17年）2月28日の合併まで安蘇郡田沼町。
  - 岩崎町
  - 戸室町
  - 船越町

#### 野上地区
- 1954年（昭和29年）3月31日の合併まで安蘇郡野上村、2005年（平成17年）2月28日の合併まで安蘇郡田沼町。
  - 作原町
  - 白岩町
  - 長谷場町
  - 御神楽町

#### 新合地区
- 1956年（昭和31年）9月30日の編入まで安蘇郡新合村、2005年（平成17年）2月28日の合併まで安蘇郡田沼町。
  - 梅園町
  - 閑馬町
  - 下彦間町
  - 山形町

#### 飛駒地区
- 1956年（昭和31年）9月30日の編入まで安蘇郡飛駒村、2005年（平成17年）2月28日の合併まで安蘇郡田沼町。
  - 飛駒町

#### 葛生地区
- 2005年（平成17年）2月28日の合併まで安蘇郡葛生町。
  - 会沢町
  - あくと町
  - 嘉多山町
  - 葛生西1-3丁目
  - 葛生東1-3丁目
  - 築地町
  - 長坂町
  - 中町
  - 鉢木町
  - 富士見町
  - 宮下町
  - 山菅町

#### 常盤地区
- 1955年（昭和30年）1月8日の合併まで常盤村、2005年（平成17年）2月27日の合併まで安蘇郡葛生町。
  - 仙波町
  - 豊代町
  - 牧町

#### 氷室地区
- 1955年（昭和30年）1月8日の合併まで氷室村、2005年（平成17年）2月27日の合併まで安蘇郡葛生町。
  - 秋山町
  - 柿平町
  - 水木町

## 教育

### 短期大学

#### 私立
- 佐野日本大学短期大学（高萩町）

### 中等教育学校

#### 私立
- 佐野日本大学中等教育学校（石塚町）

### 高等学校

#### 公立
- 栃木県立佐野高等学校（天神町、中高併設）
- 栃木県立佐野東高等学校（金屋下町）
- 栃木県立佐野松桜高等学校（出流原町）

#### 私立
- 佐野日本大学高等学校（石塚町）
- 佐野清澄高等学校（堀米町）
- 青藍泰斗高等学校（葛生東）

### 義務教育学校
- 佐野市立あそ野学園義務教育学校（戸室町、旧田沼西中学校を発展的改組）
- 佐野市立葛生義務教育学校（葛生西3丁目、葛生・常盤の2中学校と葛生・葛生南・常盤・氷室の4小学校が統合して開校）

### 中学校

#### 県立
- 栃木県立佐野高等学校附属中学校（天神町、中高併設）

#### 市立
- 城東中学校（若松町）
- 南中学校（植下町）
- 北中学校（富岡町）
- 西中学校（大橋町）
- 赤見中学校（出流原町）
- 田沼東中学校（栃本町）

### 小学校
※すべて佐野市立小学校。
- 佐野小学校（金屋下町）
- 天明小学校（大祝町）
- 植野小学校（植上町）
- 界小学校（馬門町）
- 犬伏小学校（犬伏下町）
- 犬伏東小学校（伊勢山町）
- 城北小学校（堀米町）
- 旗川小学校（並木町）
- 吾妻小学校（上羽田町）
- 赤見小学校（赤見町）
- 石塚小学校（石塚町）
- 出流原小学校（出流原町）
- 田沼小学校（田沼町）
- 吉水小学校（吉水町）
- 栃本小学校（栃本町）
- 多田小学校（多田町）
- 三好小学校（岩崎町）
- 山形小学校（山形町）
- 閑馬小学校（閑馬町）
- 下彦間小学校（下彦間町）
- 飛駒小学校（飛駒町）

### かつて存在した学校

#### 高等学校
- 栃木県立佐野実業高等学校（1950年、栃木県立佐野高等学校へ統合）
- 栃木県立田沼高等学校 （2013年、栃木県立松陽高等学校へ統合）
- 栃木県立松陽高等学校 （2013年、栃木県立松桜高等学校へ改称）

#### 中学校
- 佐野日本大学中学校（2010年、佐野日本大学中等教育学校に転換）
- 佐野市立田沼西中学校（2020年、近隣小学校と合流・発展的改組によりあそ野学園義務教育学校へ）
- 佐野市立吾妻中学校（2016年、西中学校へ統合）

#### 小学校

##### 佐野市立
- 佐野市立野上小学校（2013年、佐野市立三好小学校へ統合）
- 佐野市立船津川小学校（2017年、佐野市立植野小学校へ統合）
- 佐野市立飛駒小学校（2020年、あそ野学園義務教育学校へ統合・改組）
- 佐野市立下彦馬小学校（2020年、あそ野学園義務教育学校へ統合・改組）
- 佐野市立閑馬小学校（2020年、あそ野学園義務教育学校へ統合・改組）
- 佐野市立山形小学校（2020年、あそ野学園義務教育学校へ統合・改組）
- 佐野市立戸奈良小学校（2020年、あそ野学園義務教育学校へ統合・改組）
- 佐野市立三好小学校（2020年、あそ野学園義務教育学校へ統合・改組）

##### 旧田沼町立
- 田沼町立長谷場小学校（1984年、作原小学校と統合し佐野市立野上小学校（当時：田沼町立）へ）
- 田沼町立作原小学校（1984年、長谷場小学校と統合し野上小へ）

##### 旧葛生町立
- 葛生町立水木小学校（1980年、秋山小学校と統合し佐野市立氷室小学校（当時：葛生町立）へ）
- 葛生町立秋山小学校（1980年、水木小学校と統合し氷室小へ）
- 葛生町立会沢小学校（2004年、佐野市立葛生小学校（当時：葛生町立）へ統合）

### 郵便
郵便番号は以下が該当する。2集配局が集配を担当する。
- 佐野郵便局：「327-00xx」「327-08xx」「327-01xx」「327-0231」「327-03xx」[注釈 1]
- 葛生郵便局：「327-05xx」

#### 郵便局
- 佐野郵便局（07003）
- 田沼郵便局（07017）
- 葛生郵便局（07034）
- 飛駒郵便局（07046）
- 佐野堀米郵便局（07097）
- 赤見郵便局（07105）
- 常盤郵便局（07121）
- 新合郵便局（07131）
- 佐野馬門郵便局（07135）
- 佐野犬伏郵便局（07136）

- 岩崎郵便局（07149）
- 佐野七軒町郵便局（07155）
- 佐野吾妻郵便局（07160）
- 氷室郵便局（07178）
- 佐野並木郵便局（07212）
- 佐野植上郵便局（07263）
- 佐野堀米西郵便局（07267）
- 佐野石塚郵便局（07283）
- 佐野大和郵便局（07296）
- 田沼吉水駅前郵便局（07313）

### 電話番号
市内全域が佐野MAの管轄となり、市外局番は「0283」。収容局は以下の8ビルが該当し、市内局番は以下の通り。
- 佐野局：20-24,27
- 赤見局：25,26
- 田沼局：61-63
- 新合局：65
- 飛駒局：66
- 栃木野上局：67
- 葛生2局：84-86
- 氷室局：87

## 施設

### ホール・公会堂
- 佐野市文化会館（浅沼町）
- 田沼中央公民館（田沼町）
- 葛生あくとプラザ（あくと町）

### 図書館
- 佐野市立図書館
  - 佐野図書館（大蔵町）
  - 田沼図書館（田沼町）
  - 葛生図書館（葛生東1丁目）
  - 移動図書館：ひまわり号

### 競技場
- 佐野市国際クリケット場

### スポーツ施設
- 運動公園（赤見町）
- 佐野武道館（堀米町）
- DAIKYOアリーナ佐野【アリーナたぬま】（戸奈良町）
- 中運動公園(中町)
- 葛生武道館（嘉多山町)
- 田沼総合運動場(田沼町)

## 交通

佐野駅

### 鉄道
- 東日本旅客鉄道
  - ■両毛線：佐野駅

※かつて佐野-岩舟駅間に犬伏駅が存在した。（ただし、犬伏駅廃止時点では犬伏駅の岩舟寄りは同じ日に廃止された小野寺駅（栃木市）である。）
- 東武鉄道
  -  佐野線：田島駅 - 佐野市駅 - 佐野駅 - 堀米駅 - 吉水駅 - 田沼駅 - 多田駅 - 葛生駅
- 中心となる駅：佐野駅

### バス

#### 路線バス
- 関東自動車 - 市内に佐野営業所が設置されている。
  - 佐野万葉浪漫バス（佐野新都市循環線）（佐野駅 - 佐野プレミアム・アウトレット -  佐野新都市バスターミナル）
- 生活路線バス（さーのって号）
- ふれあいバス（ふれあいバス）※岩舟線が平日日中に佐野新都市へ乗り入れる

#### 高速バス
佐野プレミアム・アウトレット隣接の佐野新都市バスターミナルに発着する。
- ジェイアールバス関東 - 佐野新都市バスターミナル前にジェイアールバス関東佐野支店が設置されている。
  - マロニエ新宿号（佐野新都市バスターミナル - バスタ新宿（新宿駅新南口））
  - マロニエ東京号（佐野新都市バスターミナル  - 東京駅八重洲南口
- 関東自動車・東京空港交通共同運行
  - マロニエ号（佐野新都市バスターミナル - 羽田空港）
- 関東自動車・千葉交通共同運行

  - マロニエ号（佐野新都市バスターミナル - 成田空港）※一部便のみ
- 福島交通・名鉄バス共同運行
  - 夜行高速バス郡山・宇都宮～名古屋線（佐野新都市バスターミナル -　名鉄バスセンター（名古屋駅））
- 足利中央観光バス
  - 足利中央観光バス本社・東武足利市駅・富田駅入口・佐野駅西・佐野新都市バスターミナル - 運転免許センター

### 道路

#### 高速道路
- E4東北自動車道
  - (7) 佐野藤岡IC - (7-1) 佐野SA/SIC
- E50北関東自動車道
  - (6-1) 出流原PA/SIC - (7) 佐野田沼IC

#### 一般国道
- 国道50号
- 国道293号

#### 主要地方道
- 栃木県道7号佐野行田線
- 栃木県道9号佐野古河線
- 栃木県道16号佐野田沼線
- 栃木県道66号桐生田沼線
- 栃木県道67号桐生岩舟線
- 栃木県道75号栃木佐野線

#### 一般県道
- 栃木県道115号田沼唐沢山公園線
- 栃木県道123号葛生停車場線
- 栃木県道124号田沼停車場線
- 栃木県道126号栃木葛生線
- 群馬県道・栃木県道128号太田佐野線
- 栃木県道136号多田停車場線
- 栃木県道141号唐沢山公園線
- 栃木県道144号多田吉水線
- 栃木県道151号堀米停車場線
- 栃木県道175号山形寺岡線
- 栃木県道200号秋山葛生線
- 栃木県道201号作原田沼線
- 栃木県道202号仙波鍋山線
- 栃木県道208号飛駒足利線
- 栃木県道215号佐野停車場線
- 栃木県道・群馬県道223号寺岡館林線
- 栃木県道237号赤見本町線
- 栃木県道270号佐野環状線
- 栃木県道282号中藤岡線
- 栃木県道283号仙波葛生線
- 栃木県道345号葛生船越線
- 栃木県道347号佐野田沼インター線

#### 道の駅
- どまんなか たぬま

## 親善・姉妹都市
- 彦根市（滋賀県）
- 芦屋町（福岡県）
- ランカスター市（アメリカ合衆国ペンシルベニア州）
- 衢州市（中華人民共和国浙江省）

## 市のシンボル
- 市花：かたくり[13]
- 市木：松[13]
- 市鳥：おしどり[13]
- 佐野ブランドキャラクター（ゆるキャラ）：さのまる

## 観光

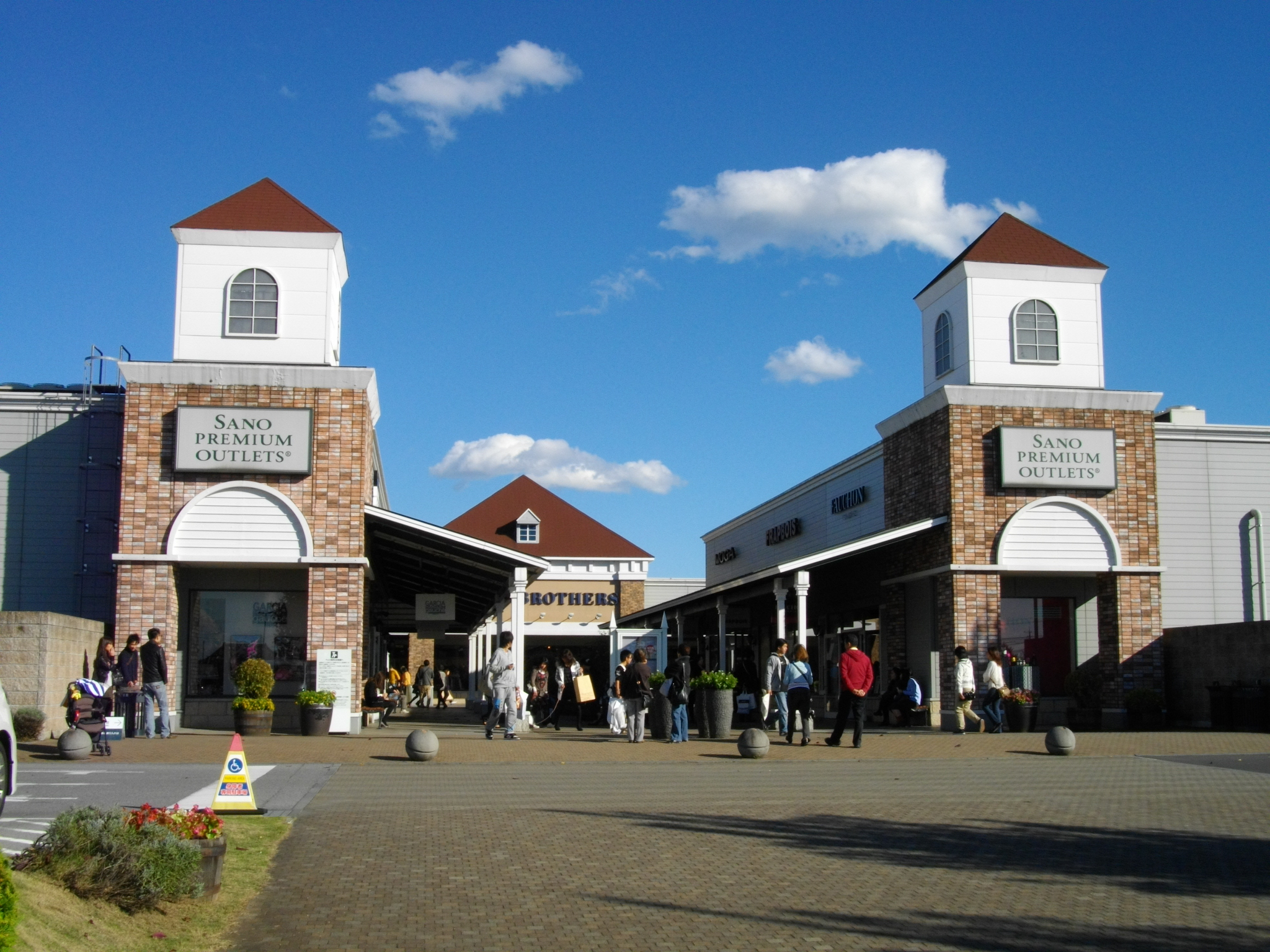
佐野プレミアム・アウトレット

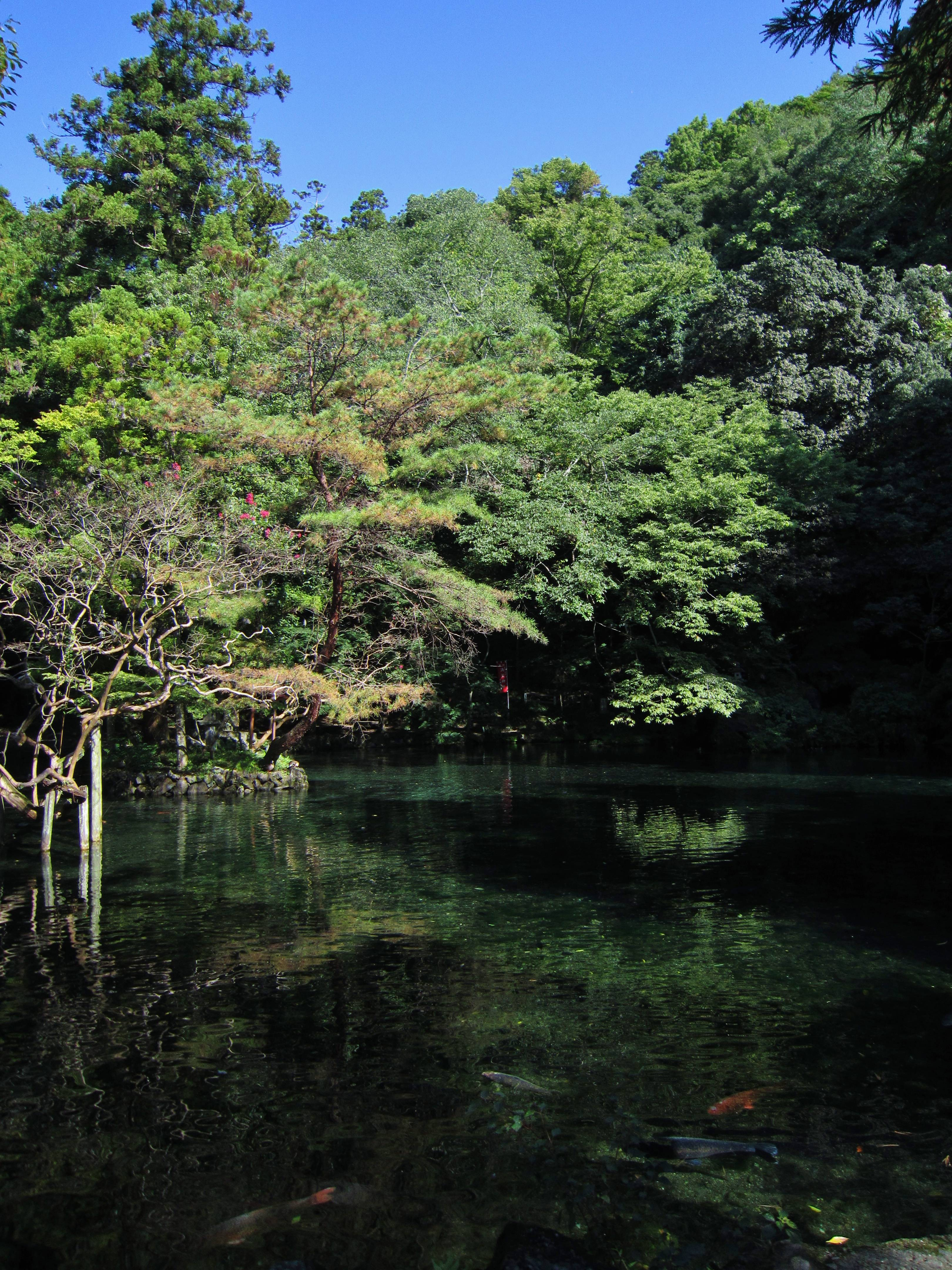
出流原弁天池

### 名所・旧跡
- 田中正造旧宅 - 栃木県指定史跡
- 佐野町道路元標 - 大正8年公布の道路法施行令（旧法）により設置された現存する数少ない道路元標の一つ。所在地は高砂町19番地。
- 佐野市立吉澤記念美術館
- 佐野プレミアム・アウトレット
- 皐月ゴルフ倶楽部佐野コース - 7番ホール（964ヤード、パー7）が世界最長ホールとしてギネス世界記録に掲載されている。
- 赤見温泉
- 出流原弁天池 - 名水百選・栃木県指定天然記念物
- 佐野城（佐野城山公園）
- 唐沢山城
- 佐野市国際クリケット場

### 社寺

#### 神社
- 朝日森天満宮（天神町）
- 唐沢山神社（富士町）
- 一瓶塚稲荷神社（田沼町）
- 浅間神社（葛生町）
- 人丸神社（小中町）

#### 寺院
- 惣宗寺（佐野厄除け大師）（金井上町）
- 種徳院（戸奈良町）
種徳院のほか佐野板東三十三箇所観音霊場の寺院が多数ある。
- 薬師堂（犬伏新町）
関ヶ原の戦い前に、真田昌幸・信之・信繁の3人が東軍・西軍に分かれる協議（犬伏の別れ）を行った場所とされている[14]。

### 公園
- 嘉多山公園（嘉多山町）
- 城山公園（若松町） - 佐野城跡。慶長7年築城の近世城郭遺構。明治21年両毛線開業にあわせ県内初の洋式庭園として開園した。

### 祭事・催事
- くずう原人祭

### 宿泊
- 6月の森オーベルジュ

## 佐野市にゆかりの深い著名人

### 歴史人物
- 佐野氏
  - 佐野昌綱 唐沢山城において上杉謙信、後北条氏らの侵攻を撃退した武将。
- 1531年 （享禄4年）中世から近世にかけての名医である曲直瀬道三と田代三喜が佐野市赤見で出会ったことが知られている[15]。

### 出身著名人
- 田中正造 - 明治時代の衆議院議員
- 原田勘七郎 - 日本車輌製造設立者
- 小堀鞆音 - 日本画家
- 當り矢信太郎 - 元力士
- 丹羽基二 - 苗字研究家
- 見川鯛山 - 医師、作家
- 弓削隼人 - 東北楽天ゴールデンイーグルスに所属しているプロ野球選手
- 石井琢朗 - 横浜DeNAベイスターズチーフ打撃兼走塁兼一塁ベースコーチ、元プロ野球選手
- 小関竜也 - 埼玉西武ライオンズ外野守備走塁コーチ、元プロ野球選手
- 石川俊介 - 阪神タイガースに所属していた元プロ野球選手
- 戸叶尚 - 横浜ベイスターズなどに所属していた元プロ野球選手
- 小林竜樹 - ザスパクサツ群馬などに所属していた元サッカー選手
- 河口恭吾 - シンガーソングライター
- 﨑山龍男 - ロックバンド、スピッツのドラマー
- 榊原広子 - 歌手グループ、ダ・カーポのボーカル、作詞担当
- 大出直三郎 - 民謡歌手。「越名舟唄」などで知られる。
- Yumix - タレント
- 三門順子 - 歌手
- 結月そら - ゲームソング歌手・作詞家
- 浦野敬 - 歌人
- 二代目神田愛山 - 講談師
- 三代目三遊亭歌橘 - 落語家。葛生高校卒業。祖父が佐野市伊賀町出身。
- 井上和郎 - 漫画家
- 永島福太郎 - 関西学院大学名誉教授
- 丸山勉 - 洋画家　白日会会員 日展会員
- 小林森治 - 青バラ育種家
- 福士奈央 - SKE48。2015年に「佐野ブランド姫」、2016年に「とちぎ未来大使」にそれぞれ就任した。
- 高橋一正 - 空手家
- DOTAMA - ラッパー
- 武井日向 - ラグビー選手
- 中田クルミ - 女優・ファッションモデル
- 中田みのり - ファッションモデル
- 亀田昭雄 - プロボクサー

### 関連著名人
- ダイアモンド☆ユカイ - ミュージシャン、タレント。佐野市に移住し、2011年には佐野ブランド大使になった。
- 宮地静香 - 日本人初のプロクリケット選手[16][17]。2022年現在、佐野市在住[16][17]。

## 佐野市を舞台にした作品
- 神々の乱心 - 松本清張の小説。1997年出版。唐沢山が舞台となっている。
- ダイアモンド☆ユカイとユカイなラーメン研究所 - 2014年4月 - 6月放送のとちぎテレビのグルメ番組。研究所が佐野市にあるという設定。市が制作協力として参加している。

### 佐野市でロケが行われた作品
- 空白の900分-国鉄総裁怪死事件-（前・後編）土曜ドラマ戦後史実録シリーズ - 1980年 NHK。
- 半分の月がのぼる空 (テレビドラマ) - テレビ東京にて放映。原作の舞台は三重県伊勢市であるが、ロケは佐野市で行われた。
- 喪服のランデヴー - NHKのドラマDモードで、2000年8月15日～9月12日毎週火曜日23時に放送されていた。ドラマ化された舞台は仮想の町「宝良市（ほうりょうし）」とされているが、撮影とロケの殆どは佐野市ほか足利市で行われていた。ドラマに登場する「宝良駅」は、当時駅百選に選ばれていた旧佐野駅（現在は取り壊され橋上駅となっている）である。
- 劇場版TRICK 霊能力者バトルロイヤル - 2010年5月8日公開の映画。物語の舞台である「万練村（まんねりむら）」のロケと撮影が全編行われた。
- 君に届け（映画）- 2010年9月25日公開の純愛ラブストーリー漫画を映画化。佐野市文化会館で撮影された。主なロケ地は佐野市ほか、足利市や群馬県桐生市なども含まれる。
- なぞの転校生(テレビドラマ)- テレビ東京『ドラマ24』版
- 土竜の唄(映画)- 工業団地の一部道路が使用された。
- ダイアモンド☆ユカイのダイスき!道の駅 - 2015年4月 - 6月放送のとちぎテレビの番組で、前述の「道の駅 どまんなか たぬま」をはじめとした道の駅を紹介する番組。市が制作協力として参加している。
- 絶対に笑ってはいけない大脱獄24時 - 2014年12月31日　佐野市運動公園と栃木県立田沼高等学校で撮影された。
- テセウスの船 (漫画)(テレビドラマ) - 2020年1月19日～3月22日 TBSにて放映。佐野市内の各所(秋山町や山形町など)で撮影された。

## 文化

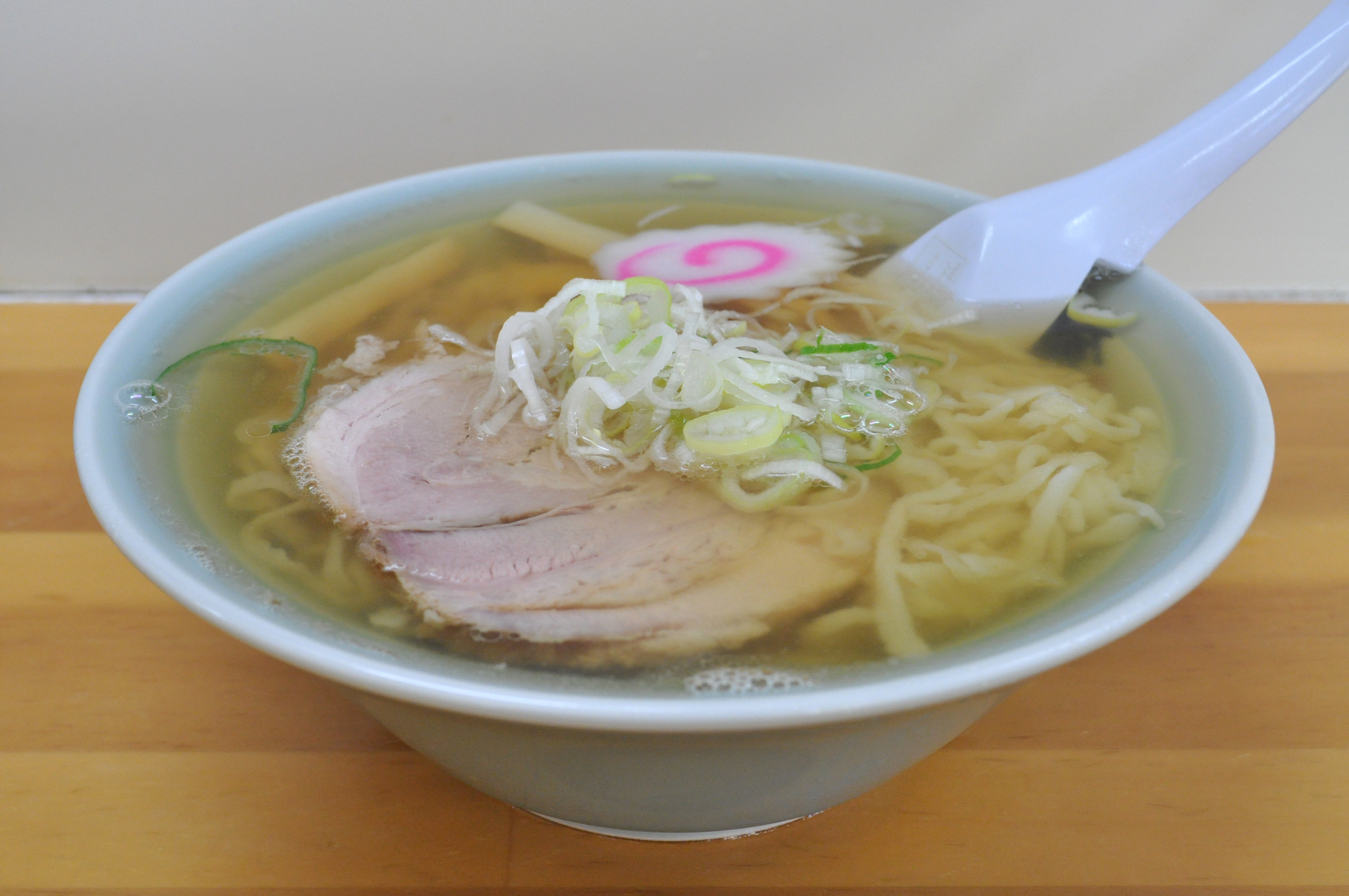
佐野ラーメン

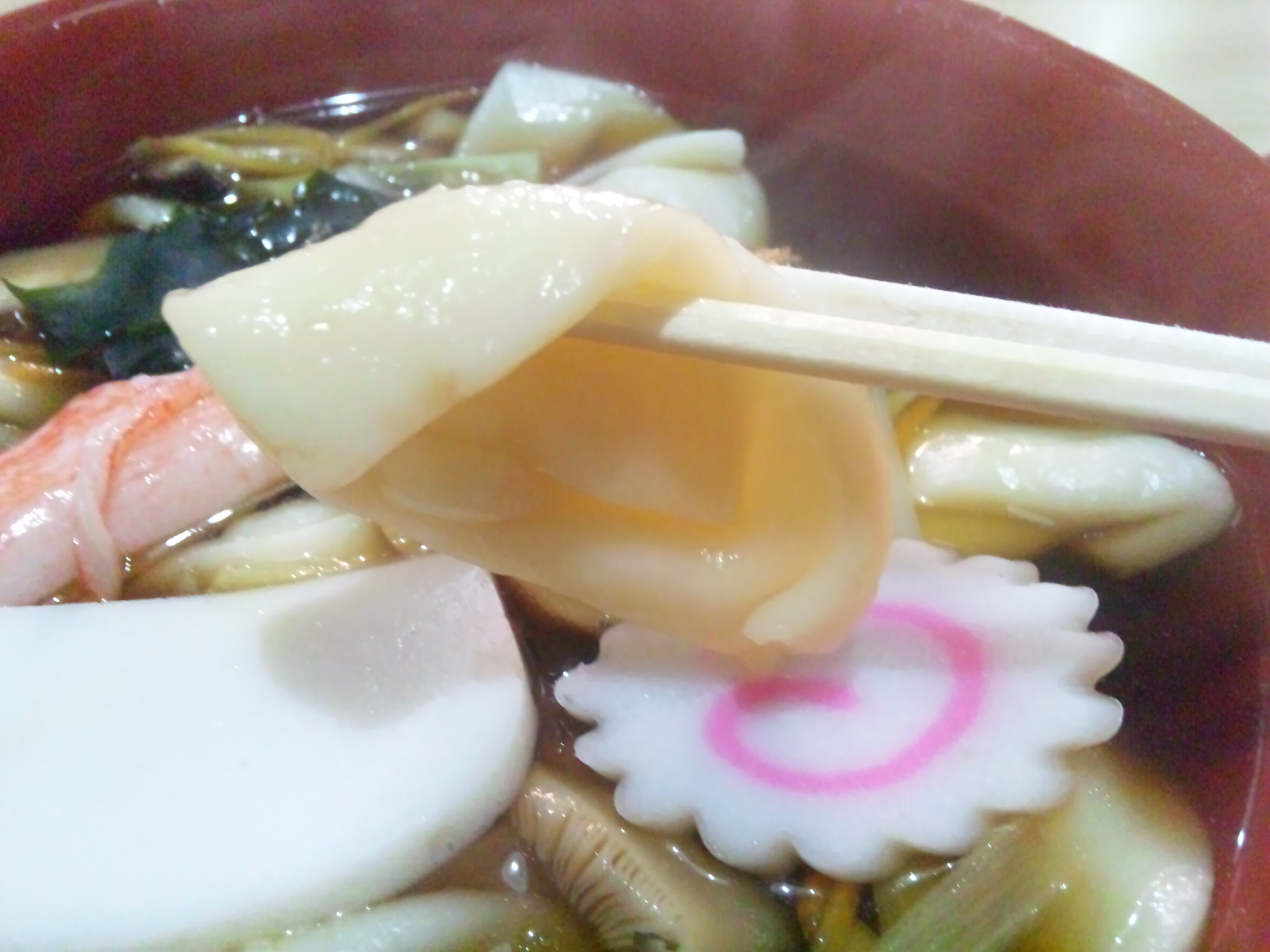
耳うどん

### 食文化
郷土料理
ご当地料理
- 佐野ラーメン
- いもフライ
- 大根そば
- 耳うどん
- 佐野黒から揚げ
- 佐野餃子

### 工芸
- 天明鋳物 - 2023年、地域団体商標を取得[18]。
- 飛駒和紙
- 佐野藍 - 藍染め。佐野市は江戸時代から藍生産が盛んで、明治時代末期に生産は一時途絶えたが、2012年に栽培が復活した[19]。